# David Elleray
David Elleray (Dover, 3 settembre 1954) è un ex arbitro di calcio inglese.

## Biografia
Divenuto arbitro nel 1968, ha arbitrato a livello professionistico tra il 1983 e il 2003, dirigendo gare di First Division (fino al 1992) e della neonata Premier League. Ha arbitrato la finale di FA Cup 1993-1994 tra Manchester United e Chlesea e la finale della Football League Cup 2000-2001 tra Liverpool e Arsenal.
In ambito internazionale, ottenuto il badge FIFA nel 1992, ha diretto la Coppa Intercontinentale 1995 tra Ajax e Gremio, la finale di andata della Supercoppa europea 1997 e la partita Germania-Rep. Ceca durante il Campionato europeo di calcio 1996, vinta 2-0 dai tedeschi.
È stato inoltre impiegato nella semifinale di Coppa Uefa 1996-1997 tra Tenerife e Schalke 04 e, nel 1999, nell'andata dello spareggio per l'accesso agli Europei di calcio del 2000 tra Israele e Danimarca.
Nel 1998 accettò di dirigere la finale della Coppa del Brasile.
Pone fine alla carriera sui campi nel 2003.
Attualmente è istruttore di arbitri presso la FIFA e componente (dal 2006) della Commissione Arbitrale UEFA.